# 5 groszy (1836–1840)
5 groszy (1836–1840) – moneta pięciogroszowa Królestwa Kongresowego okresu po powstaniu listopadowym, wprowadzona do obiegu jako następczyni monety 5 groszy polskich (1816–1832), po zatwierdzeniu 18 maja 1835 r. przez cara Mikołaja I zmodyfikowanych rysunków monet miedzianych i bilonowych dla Królestwa Polskiego. Była bita na podstawie ukazu cara Aleksandra I z 1 grudnia 1815 r., w bilonie, w latach 1836–1863, z datą na monecie 1836–1840, według systemu monetarnego opartego na grzywnie kolońskiej. Została wycofana z obiegu 1 stycznia 1891 r.

## Awers
Na tej stronie umieszczono orła cesarstwa rosyjskiego – dwugłowy orzeł z trzema koronami, w prawej łapie trzyma miecz i berło, w lewej jabłko królewskie, na piersi tarcza herbowa ze Św. Jerzym na koniu powalającym smoka, wokół tarczy łańcuch z krzyżem Św. Andrzeja, na skrzydłach orła sześć tarcz z herbami – z lewej strony Kazania, Astrachania, Syberii, z prawej strony Królestwa Polskiego, Krymu i Wielkiego Księstwa Finlandii. Na dole, po obu stronach ogona orła, znajduje się znak mennicy w Warszawie – litery M W.

## Rewers
Na tej stronie w wieńcu umieszczono nominał 5, poniżej napis „GROSZY”, a pod nim rok bicia 1836, 1838, 1839 lub 1840.

## Opis
Monetę bito w mennicy w Warszawie, w bilonie (próby 194), na krążku o średnicy 17 mm, masie 1,45 grama, z rantem gładkim. Według sprawozdań mennicy w latach 1836–1863 w obieg wypuszczono 7 808 088 sztuk monet.
Stopień rzadkości poszczególnych roczników monet przedstawiono w tabeli:
| Rocznik       | Stopień rzadkości | Szacowana liczba egzemplarzy | Uwagi | Liczba odmian | Liczba odmian z wariantami | Zdjęcie |
| ------------- | ----------------- | ---------------------------- | --- | ------------- | -------------------------- | ------- |
| 5 groszy 1836 | R1                | 15 001–80 000                | |               |                            |         |
| 5 groszy 1838 | R1                | 15 001–80 000                | |               |                            |         |
| 5 groszy 1839 | R1                | 15 001–80 000                | odmiany różnią się: Św. Jerzy bez płaszcza lub w płaszczu (R5) | 2             | 2                          |         |
| 5 groszy 1840 | [ 13 ]            | ponad 400 000                | istnieją odbitki w złocie (R6); odmiany różnią się: Św. Jerzy w płaszczu lub bez, litera G z szeryfem lub bez, cyfra 5 pochylona w prawo lub w lewo, oczka cyfry 8 szerokie lub wąskie; istnieją również odmiany z dodatkową kropką albo kropkami na rewersie | 6             | 11                         |         |

Monetę z datą 1840 bito do 1863 r.
W przypadku pięciogroszówki odmiany z dodatkowymi kropkami na rewersie występują dla rocznika 1840. W tabeli poniżej zebrano rozpoznane odmiany kropkowe:
|               | Dodatkowe kropki        | Stopień rzadkości | Szacowana liczba egzemplarzy | Uwagi                |
| ------------- | ----------------------- | ----------------- | ---------------------------- | -------------------- |
| 5 groszy 1840 | kropka po GROSZY        | R1                | 15 001–80 000                | kropka mała lub duża |
| 5 groszy 1840 | kropka po 5             | R1                | 15 001–80 000                |                      |
| 5 groszy 1840 | kropki po GROSZY i po 5 | R4                | 121–600                      |                      |

Ponieważ daty na monecie mieszczą się w latach panowania Mikołaja I, więc w numizmatyce rosyjskiej zaliczana jest do kategorii monet tego cara.
Istnieją również próbne monety z datą 1841.